# Mike Jorden
Michael Jorden (* in Dayton, Ohio) ist ein US-amerikanischer Fußballtrainer, der zuletzt in der Saison 2013 das Franchise der Washington Spirit in der National Women’s Soccer League trainierte.

## Karriere
Jorden trainierte bis Ende 2012 das Frauenteam des Franchise D.C. United in der zweitklassigen W-League und wurde in der Folge zum ersten Cheftrainer in der Geschichte der neugegründeten Washington Spirit ernannt, die in der ebenso neugeschaffenen NWSL antraten. Am 1. Juli 2013 wurde er nach einer fünf Spiele andauernden Niederlagenserie von Washington freigestellt. Seine Mannschaft hatte bis dato erst ein Ligaspiel gewinnen können, bezeichnenderweise just als Jorden aufgrund eines Krankenhausaufenthalts von seinem damaligen Co-Trainer Kris Ward vertreten wurde. Als Jordens Nachfolger wurde dessen anderer Co-Trainer Mark Parsons bestimmt.